# Онлайн банкиране
Онлайн банкирането, или интернет банкиране, наричано и с по-общия термин електронно банкиране (включващо ползване на електронни кредитни/дебитни карти и пр.), е средство за достъп в реално време до услугите на банка, с висока степен на сигурност, интегрирано в интернет средата.
Позволява денонощно управление на средствата в реално време като:
- справка на състоянието и движението по сметката;
- извършване на банкови преводи;
- извършване на покупко-продажба на валута;
- търгуване онлайн със стоки и услуги;
- получаване на финансова информация.

## Кратка история
Самата идея за интернет банкиране за първи път е осъществена в Англия от Nottingham Building Society (NBS) през 1993 г. Тази система се нарича Homelink и позволява онлайн сведения за финансови отчети, банкови трансфери и трансакции по сметка. Преводите са предимно към битови сметки ток, вода, газ, както и някои сметки в други банки.

## Предимства
- Удобство: за разлика от традиционното банкиране, уебсайтовете за онлайн банкиране са достъпни от всички точки на земята и не затварят – те са достъпни 24 часа на ден, 7 дни в седмицата;
- Ефикасност: управление на всички сметки от едно място в защитена среда;
- Ефективност: поддържат се множество услуги за ефективно управление на финансите, дори и такива, които традиционното банкиране не предлага.

## Недостатъци
Основният недостатък на електронното банкиране е сигурността, тъй като няма пряк визуален достъп до това, което става с финансите. Това е предпоставка за спад на доверието от страна на клиентите, с което навлизането на подобни услуги става по-бавно.

## Сигурност
За разлика от онлайн магазините, при електронното банкиране една парола не осигурява достатъчно спокойствие нито за клиента, нито за банката. Затова сайтовете за онлайн банкиране обикновено ползват подсигурения протокол HTTPS (това е стандартния HTTP (Hyper Text Transfer Protocol) + SSL (Secure Sockets Layer)). Той криптира целия трафик – цялата информация, плюс паролата за достъп – правейки почти невъзможно за трети лица да се сдобият с тях. Все пак протоколът криптира само трафика и ако клиентският компютър не е добре защитен, паролата може да бъде „подадена“ на трети лица директно по време на въвеждането. Това се осъществява чрез програми, които се наричат кийлогъри (на английски: key loggers), които записват натиснатите клавиши. Съществуват и физически устройства със същите функции, които често се използват не по предназначение. Разбира се, остава и опасността от „разбиване“ (или отгатване) на недобре подбрани пароли, както и кражбата им, ако са били записани някъде.
Като допълнителна сигурност се практикува използването на достъпа до онлайн услугите само чрез един фиксиран компютър, както и трансакционен авторизационен номер – ТАН, който представлява буквен или цифрен код, който се използва от потребителите еднократно за подписване на нарежданията към банката.